# Dipartimento di San Salvador (El Salvador)
Il dipartimento di San Salvador è uno dei 14 dipartimenti di El Salvador, istituito il 12 giugno 1824. Occupa la parte centrale della nazione salvadoregna con una popolazione di 2.357.761 abitanti.

## Comuni del dipartimento
- Aguilares
- Apopa
- Ayutuxtepeque
- Cuscatancingo
- Delgado
- El Paisnal
- Guazapa
- Ilopango
- Mejicanos
- Nejapa
- Panchimalco
- Rosario de Mora
- San Marcos
- San Martín
- San Salvador (capoluogo)
- Santiago Texacuangos
- Santo Tomás
- Soyapango
- Tonacatepeque